# Giosuè Calaciura
Giosuè Calaciura (Palermo, 6 maggio 1960) è un giornalista e scrittore italiano.

## Biografia
Il padre era il giornalista palermitano Anselmo Calaciura, mentre la madre, Grazia Cianetti, poetessa e insegnante. Giornalista de L'Ora di Palermo, alla chiusura del quotidiano (1992) apre il ristorante "Le mura dell'Itria", frequentato da molti giornalisti e scrittori, tra cui Goffredo Fofi. Nel 1997 Calaciura ha scritto il romanzo Malacarne, pubblicato nel '98 da Baldini & Castoldi. Questo esordio sancisce l'inizio della sua carriera letteraria. Nello stesso anno, torna a occuparsi di giornalismo, al quotidiano palermitano "Il Mediterraneo".
Per Rai Radio 3, cura il programma radiofonico Fahrenheit. Vive a Roma dal 2000.

## Riconoscimenti
- Premio Rhegium Julii per l'Opera Prima: 1998 Malacarne (Baldini & Castoldi)
- Premio Selezione Campiello: 2002 Sgobbo,[7] Baldini & Castoldi (ISBN 978-88-8490-143-9)[8][9][10]
- Premio Volponi, Primo classificato: 2017 Borgo Vecchio (Sellerio).
- Premio Presìdi del Libro 2019 per Pantelleria L'ultima isola Laterza
- Prix Méditerranée per il miglior romanzo straniero: 2020 Borgo Vecchio (Sellerio).[11]
- Premio Stresa: 2021 Io sono Gesù[12]
- Premio letterario Racalmare Leonardo Sciascia: 2021 Io sono Gesù[13]
- Premio letterario Corrado Alvaro e Libero Bigiaretti: 2021 Io sono Gesù

## Opere
- Malacarne, Baldini&Castoldi, 1998. ISBN 978-88-8089-671-5
- Mani di fata nell'insalata, Doramarkus, 1999.
- Sgobbo,  Baldini&Castoldi, 2002. ISBN 978-88-8490-143-9
- La figlia perduta. La favola dello slum Bompiani, 2005. ISBN 978-88-452-5561-8
- Urbi et Orbi, Baldini&Castoldi, 2006. ISBN 978-88-8490-910-7
- Bambini e altri animali, Sellerio editore, 2013. ISBN 978-88-389-3129-1[14]
- Storie dalla città eterna, Sellerio editore, 2015 (ISBN 978-88-389-3480-3)
- Pantelleria: L'ultima isola, Laterza, 2016. ISBN 978-88-581-2091-0
- Storie di Natale, Sellerio editore, 2016. ISBN 978-88-389-3587-9
- La penitenza, Mincione Edizioni, 2016. SBN 978-88-99423-56-8
- Borgo Vecchio, Sellerio editore, 2017. ISBN 978-88-389-3627-2
- Il tram di Natale, Sellerio editore, 2018 ISBN 9788838938870
- Io sono Gesù, Sellerio editore, 2021. ISBN 9788838941450
- Una Notte, Sellerio 2022. ISBN 8838944466

## Curiosità
- «Di fronte a Calaciura proviamo lo stesso stupore che ci assale quando leggiamo Thomas Bernhard» (Jérôme Ferrari, vincitore del Premio Goncourt 2012)

- Viene citato da Andrea Camilleri nel romanzo Il metodo Catalanotti, appartenente alla serie del Commissario Montalbano.[15]